# Ілістанбетово
Ілістанбе́тово (рос. Илистанбетово, башк. Илестанбәт) — присілок у складі Краснокамського району Башкортостану, Росія. Входить до складу Музяківської сільської ради.
Населення — 182 особи (2010; 168 у 2002).
Національний склад:
- марійці — 90 %